# 小林真之
小林 真之（こばやし まさゆき、1991年（平成3年）10月3日 - ）は、日本の経営者で株式会社ProLogueの代表取締役社長。

## 人物
現代版「マネーの虎」である「令和の虎」で出資家としてメディア出演中。
東京都北区出身。血液型はB型。特技はサッカー、ピアノ、ギター。高祖父はミニチュア工芸職人の小林礫斎。5歳から15歳までの10年間をイギリスとアメリカで過ごした帰国子女。アメリカのインターナショナル・スクールで日本語、英語以外にスペイン語・ドイツ語を習得。
新宿の脱出ゲームの最速記録を持っている。TOMASインターナショナルスクールで4年間アルバイトとして英語を教えていた。
高校入学を境に日本に戻り、国際基督教大学高等学校に入学。同級生にトリンドル玲奈や春香クリスティーンがいた。高校卒業後、上智大学文学部哲学科に入学。バスケットボールサークルに入りながら友人らとバンドを組みギター・ベース・ドラム・キーボードを兼任。
大学卒業後、老舗コンサルティング会社に就職。入社1年目で最年少コンサルタントとして活躍するも1年足らずで退職。2014年、現在のPROJECT GROUP株式会社の創立期に入社。その後、ベンチャー企業専門のグロースハック企業P.G.Tradingを設立。
2019年から『マネーの虎』に虎として出演していた岩井良明が立ち上げたYouTubeチャンネル『令和の虎CHANNEL』にレギュラー出演中。
2020年PROJECT GROUP株式会社を辞任。株式会社ProLogueを創業。

## 略歴
- 2007年　国際基督教大学高等学校 卒業
- 2010年　上智大学文学部哲学科 卒業
- 2014年　大手コンサルティング会社 入社
- 2015年　PROJECT GROUP株式会社 入社
- 2020年　株式会社 ProLogue 創業

## 出演中（出演実績）
- 『令和の虎　ALL or Noting』(2019年6月 - )
- 『マーケティングチャンネル』
- 『ビジらぶチャンネル』
- TBS特番『リケジョ応援バラエティー～私に研究費をください～』

## 受賞歴
| 年     | 賞                               |
| ------ | -------------------------------- |
| 2018年 | 株式会社リンクエッジ 年間売上1位 |
| 2018年 | ベストベンチャー2018年受賞       |
| 2019年 | ベストベンチャー2019年受賞       |